# Bitwa pod Montepeloso
Bitwa pod Montepeloso – starcie zbrojne, które miało miejsce 3 września 1041 roku w trakcie powstania ludności longobardzkiej w Apulii, popieranej przez Normanów, przeciwko Bizantyjczykom.
Na początku konfliktu Normanowie zdradą zdobyli miejscowość Melfi, W tym samym roku z Sycylii na zagrożone tereny przybył Dokeianos, jednak został on pokonany przez Normanów w kilku bitwach. Kolejnym dowódcą wysłanym na włoskie ziemie z Konstantynopola był Bojoannes Młodszy, który stoczył z Normanami walną bitwę pod Montepeloso, w której stracił całą swą armię i sam dostał się do niewoli normańskiej.Po tej porażce posłuszeństwo Bizancjum wypowiedziało miasto Bari, a stosunki we Włoszech bizantyjskich bardzo się pogorszyły na niekorzyść cesarstwa.